# Checheng (Pingtung)
Checheng (chinesisch 車城鄉, Pinyin Chēchéng Xiāng, W.-G. Ch'e1-ch'eng2 Hsiang1, Pe̍h-ōe-jī Chha-siâⁿ-hiong/Chhia-siâⁿ-hiong) ist eine Landgemeinde im Landkreis Pingtung auf Taiwan (Republik China).

## Lage
Checheng liegt nahe der Südspitze an der Westküste der Insel Taiwan. Die Gemeinde besteht aus einer schmalen, etwa 20 Kilometer langen Küstenebene mit einem etwa 4 bis 5 km breiten Abschnitt, der etwa 9 km ins Binnenland hineinreicht. Das Terrain ist bis auf die Küstenebene hügelig und die höchste Erhebung ist mit 635 Metern der Wenzhaoshan (蚊罩山), dessen Gipfel an der Grenze zu den Nachbargemeinden Mudan und Shizi liegt. Wichtigstes Fließgewässer ist der etwa 32 Kilometer lange kleine Fluss Sizhong oder Checheng (四重溪, bzw. 車城溪), der in der Nachbargemeinde Mudan entspringt, in südwestlicher Richtung verläuft und in die Taiwanstraße mündet. Das Klima ist tropisch-heiß mit Temperaturen zwischen 24 und 32 °C in den Sommermonaten und zwischen 17 und 27 °C in den Wintermonaten.
Die Nachbargemeinden sind Fangshan und Shizi im Norden, Mudan im Nordosten und Osten, Manzhou im Südosten und Hengchun im Süden. Die westliche Begrenzung bildet die Küste zur Formosastraße.

## Geschichte
Im 17. Jahrhundert, als die Insel Taiwan (Formosa) zum Teil von europäischen Seemächten zeitweilig und zum Teil kolonisiert wurde, war die Gegend von Checheng vom indigenen Volk der Paiwan besiedelt. Schon kurz nach der Inbesitznahme Formosas durch das Kaiserreich China erreichten im Jahr 1696 die ersten Han-chinesischen Einwanderer aus der Küstenprovinz Fujian die Gegend von Checheng. Um Angriffe der Paiwan abzuwehren, errichteten diese schließlich eine Befestigung aus Holzpalisaden, genannt Chaicheng (柴城), woraus sich der spätere Ortsname ableitete. Während des Lin-Shuangwen-Aufstands 1787–1788 landete eine Flotte des Qing-Kaisers Qianlong unter Führung von Fuk’anggan (福康安) bei Checheng und gab dem Ort den Namen Fu’an Zhuang (福安庄, „Dorf Fu’an“). Während der japanischen Strafexpedition nach Taiwan 1874 verwüstete eine japanische Militäreinheit Siedlungen der Paiwan. Zur Zeit der japanischen Herrschaft über Taiwan gehörte die Region ab 1920 zur Präfektur Takao. Nach Übernahme Taiwans durch die Republik China nach dem Zweiten Weltkrieg wurde das Gebiet als Gemeinde Checheng erneut administrativ reorganisiert.

## Bevölkerung
Nach der offiziellen Statistik gehörten Ende 2017 249 Personen (etwa 2,9 %) den indigenen Völkern an. Das entsprach etwa dem taiwanischen Durchschnitt.
| Gliederung Chechengs |
| Wenquan 溫泉村 Baoli 保力村 Haikou 海口村 a b c d e f g ← Houwan 後灣村 a: Fu’an 福安村 b: Fuxing 福興村 c: Tianzhong 田中村 d: Tongbu 統埔村 e: Xinjie 新街村 f: Buqian 埔墘村 g: Sheliao 射寮村 |

## Verwaltungsgliederung
Checheng ist in 11 Dörfer (村,  Cūn) gegliedert: Haikou (海口村), Tianzhong (田中村), Tongbu (統埔村), Fuxing (福興村), Fu’an (福安村), Wenquan (溫泉村), Baoli (保力村), Xinjie (新街村), Buqian (埔墘村), Sheliao (射寮村), Houwan (後灣村).

## Verkehr
Die beiden wichtigsten Verkehrsadern sind die Provinzstraße 26, die Checheng in Nord-Süd-Richtung durchzieht und die davon Richtung Nordosten abzweigende Kreisstraße 199, die in die Nachbargemeinde Mudan führt. Ein Eisenbahnanschluss besteht nicht.

## Landwirtschaft und Fischerei
Ein wesentlicher Teil der Bevölkerung findet sein Auskommen in der Landwirtschaft und Fischerei. Die landwirtschaftliche Nutzfläche liegt hauptsächlich in der Flussebene des Checheng. Bekannt ist vor allem der Anbau von Zwiebeln.

## Bildungseinrichtungen
In Checheng ist das Nationalmuseum für Meeresbiologie mit Aquarium (NMMBA, chinesisch 國立海洋生物博物館, Pinyin Guólì Hǎiyáng Shēngwù Bówùguǎn, engl. National Museum of Marine Biology and Aquarium) angesiedelt. Das Museum wurde im Jahr 2000 eröffnet und ist das größte seiner Art in Taiwan. In Trägerschaft des Museums und der Dong-Hwa-Nationaluniversität (NDHU) wurden am 30. August 2005 in Checheng zwei Forschungsinstitute gegründet: das Institut für Marine Biotechnologie und das Institut für Marine Biodiversität und Evolutionsbiologie. Außerdem befindet sich einer der Campusse der Pingtung-Nationaluniversität in Checheng.

## Tourismus, Sehenswürdigkeiten

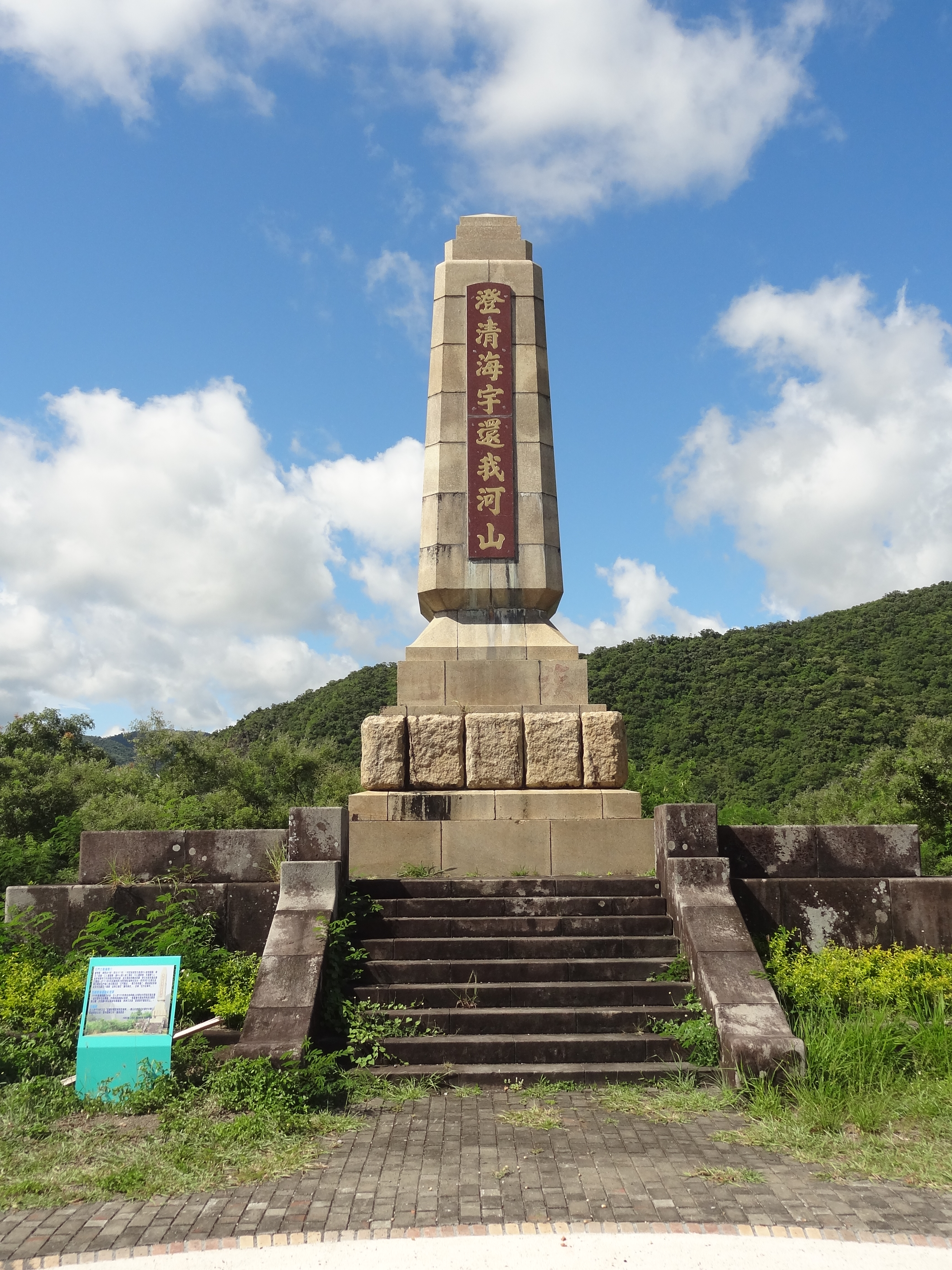
Shimen-Schlachtdenkmal

Als sehenswert gilt der kleine Fischereihafen in Haikou. Entlang des Flusses Sizhong finden sich geothermale heiße Quellen, in denen gebadet werden kann. Ein kleiner Anteil des Gemeindegebiets (4,4022 km²) gehört noch zum südlich sich anschließenden Kenting-Nationalpark.
Im Dorf Fu’an befindet sich der Fu’an-Tempel (福安宮,  Fú'ān Gōng), der der Erd-Gottheit Tudigong (土地公) bzw. Fude Zhengshen (福德正神) gewidmet ist. Es handelt sich um den größten derartigen Tempel in Südasien (Stand 2016). Das Shimen-Schlachtdenkmal erinnert an ein Gefecht im Rahmen der japanischen Expedition von 1874.
In der Gemeinde befindet sich das Sichongxi-Thermalbad, das auf die japanische Kolonialzeit zurückgeht.

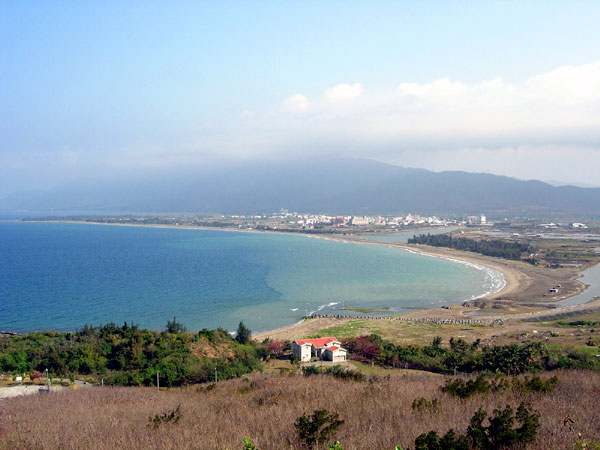
Küstenebene
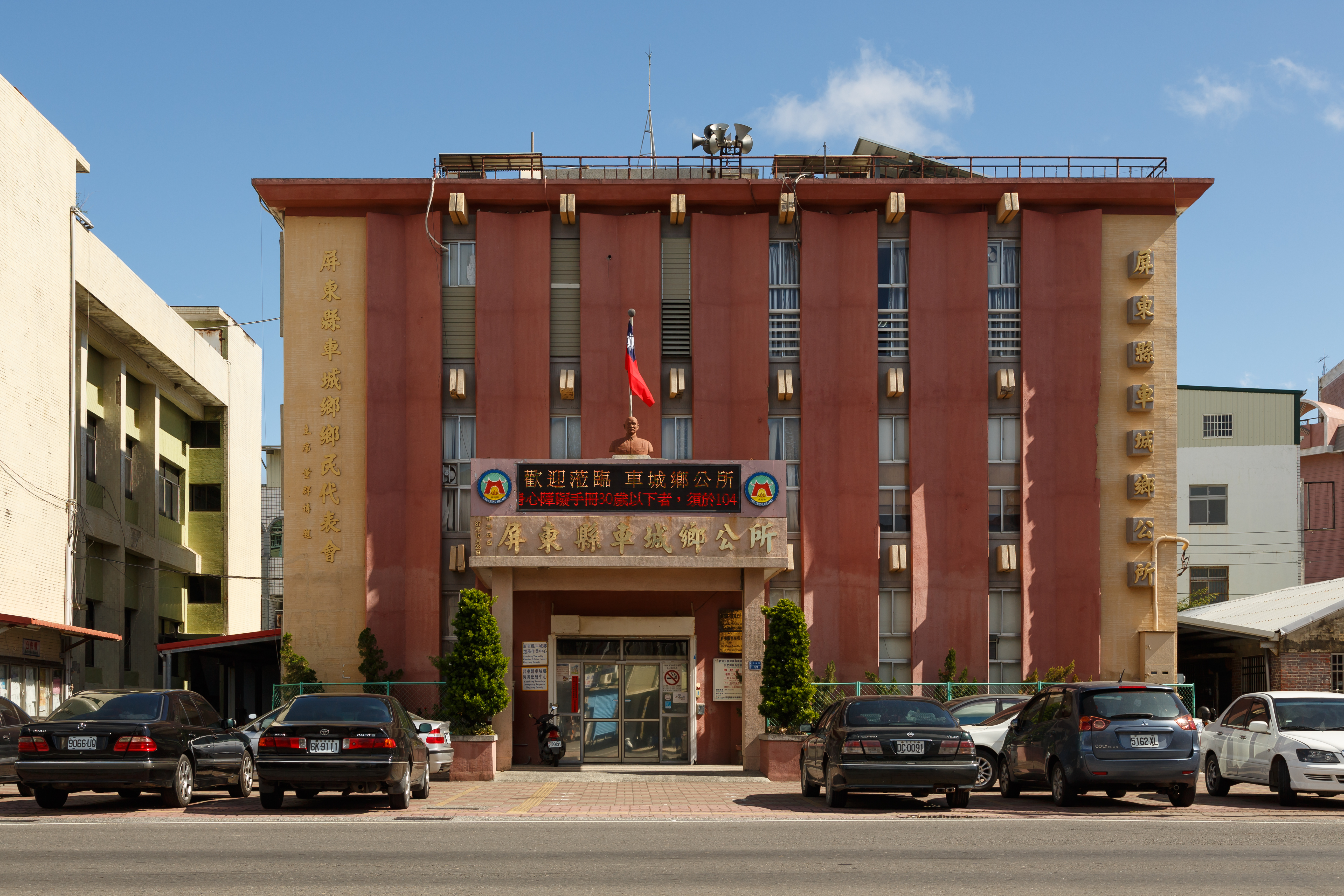
Stadthalle von Checheng
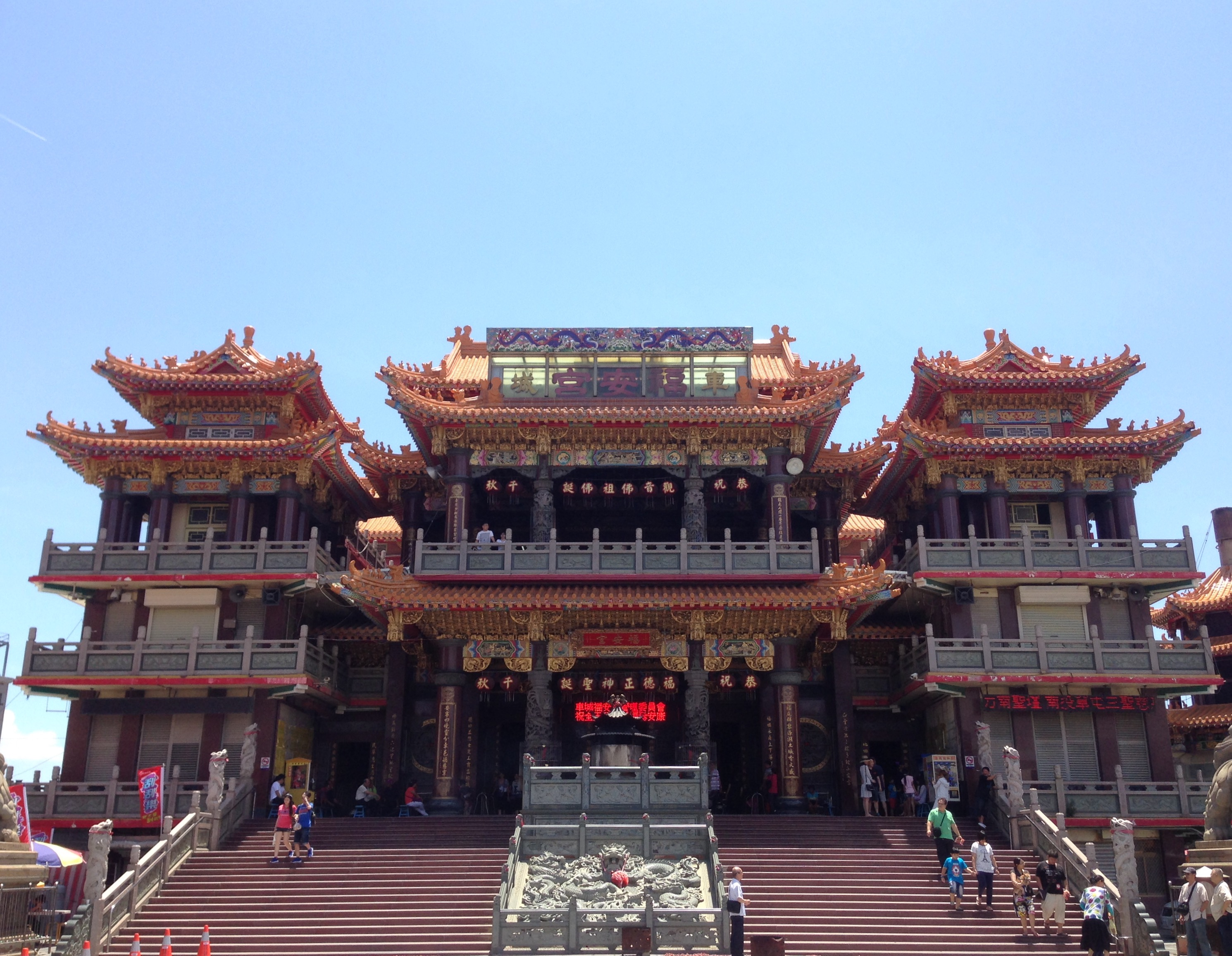
Fu’an-Tempel